# Elías Tello
Pour les articles homonymes, voir Tello.
Elías Daniel Tello Bolvarán, né le 29 avril 1994 à Santiago, est un coureur cycliste chilien.

## Palmarès sur route

### Par années
- 2010
  - 3e du championnat du Chili sur route cadets
  - 3e du championnat du Chili du contre-la-montre cadets
- 2014
  - Tour de la Région du Maule :
    - Classement général
    - 1re et 2e étapes
- 2015
  - Gran Premio Tetuán
  - 2e étape du Tour de la Région du Maule
  - 2e du Tour de la Région du Maule
- 2016
  - Trofeo Santiago en Cos
  - Classement général du Tour de Cantabrie
  - 3e étape du Tour de Lleida
  - 2e du Tour de Lleida
- 2017
  - Clásica Ciudad de Torredonjimeno
  - Vuelta del Ñuble
  - Circuito Nuestra Señora del Portal
  - 2e du Mémorial Pascual Momparler
  - 2e de la Santikutz Klasika
- 2018
  - 2e de la Santikutz Klasika
  - 3e du Mémorial Pascual Momparler
- 2019
  - 4e étape du Tour de León
  - Vuelta a Vetusta :
    - Classement général
    - 1re étape

  - 3e du championnat du Chili du contre-la-montre

### Classements mondiaux
| Année            | 2015 | 2016 | 2017 |
| ---------------- | ---- | ---- | ---- |
| UCI America Tour | 152e |      | 61e  |

## Palmarès sur piste

### Championnats panaméricains
- Santiago 2015
  -  Médaillé de bronze de la poursuite par équipes (avec Luis Fernando Sepúlveda, Cristian Cornejo et Felipe Peñaloza).
- Couva 2017
  -  Médaillé de bronze de la poursuite par équipes (avec Luis Fernando Sepúlveda, Cristian Cornejo et Antonio Cabrera).
- Aguascalientes 2018
  - Dixième de la poursuite individuelle[3].

### Jeux bolivariens
- Santa Marta 2017
  -  Médaillé d'argent de la poursuite par équipes
  -  Médaillé de bronze de la course aux points